# Luxemburgia glazoviana
Luxemburgia glazoviana là một loài thực vật có hoa trong họ Ochnaceae. Loài này được (Engl.) Beauverd mô tả khoa học đầu tiên năm 1915.